# Liste der Monuments historiques in Bouyon
Die Liste der Monuments historiques in Bouyon führt die Monuments historiques in der französischen Gemeinde Bouyon auf.

## Liste der Objekte
Zum Verständnis siehe: Kirchenausstattung
| Bezeichnung      | Beschreibung | Standort | Kennzeichnung | Schutzstatus | Datum | Bild |
| ---------------- | --- | -------- | ------------- | ------------ | ----- | ---- |
| Prozessionskreuz | Kupfer, vergoldet, 1561; in der Kirche St-Trophime-Notre-Dame de l’Assomption                                                                   | (Lage)   | PM06000064    | Classé       | 1908  |      |
| Opferschale      | Kupfer, 16. Jahrhundert; in der Kirche St-Trophime-Notre-Dame de l’Assomption                                                                   | (Lage)   | PM06000065    | Classé       | 1910  |      |
| Marienaltar      | Tafelaltar, Darstellung der Madonna mit Kind und weiterer Heiliger, Holz, 16. Jahrhundert; in der Kirche St-Trophime-Notre-Dame de l’Assomption | (Lage)   | PM06000066    | Classé       | 1918  |      |